# Dalopius ohioensis
Dalopius ohioensis is een keversoort uit de familie kniptorren (Elateridae). De wetenschappelijke naam van de soort is voor het eerst geldig gepubliceerd in 1947 door Knull.